# 象印ファクトリー・ジャパン
象印ファクトリー・ジャパン株式会社（ぞうじるしファクトリー・ジャパン、英: Zojirushi Factory Japan Co.,Ltd.）は大阪府大東市に本社を置くエレクトロニクス製品等の製造を行う企業であり象印マホービンの子会社である。

## 概要
プラスチック射出成形メーカーとして設立され、後にプラスチック成形に加え、保温・保冷技術を活かしたエレクトロニクス製品等をも製造する企業となった。
同じ象印を名乗る旧象印ベビー及び象印チェンブロックとは、資本関係及び人的関係は一切ない。

## 沿革
- 1967年1月 - 象印マホービンの出資により和研プラスチックス株式会社を設立。
- 1987年7月 - ZOプラスチックス株式会社に社名変更。
- 1995年6月 - 滋賀工場を開設。
- 2003年5月 - 現社名に社名変更。
- 2016年11月 - 和新ガラス株式会社を吸収合併。